# Chrząstówek (powiat łęczycki)
Chrząstówek – wieś w Polsce położona w województwie łódzkim, w powiecie łęczyckim, w gminie Łęczyca.
| SIMC    | Nazwa    | Rodzaj    |
| ------- | -------- | --------- |
| 0569898 | Kamionka | część wsi |
| 0569906 | Karłów   | część wsi |

Przez wieś prowadzi droga krajowa droga krajowa 91.
W miejscowości był przystanek kolei wąskotorowej Chrząstówek.
W latach 1975–1998 miejscowość administracyjnie należała do województwa płockiego.